# Gudangharjo
Gudangharjo is een bestuurslaag in het regentschap Wonogiri van de provincie Midden-Java, Indonesië. Gudangharjo telt 1464 inwoners (volkstelling 2010).